# MagiCat (jogo eletrônico)
MagiCat (em português:  MagiGato) é um jogo de plataforma independente desenvolvido pela Kucing Rembes. Foi publicado pela Toge Productions e lançado no Steam para Windows e macOS em 22 de agosto de 2017 e para o Nintendo Switch em 20 de setembro de 2018.

## Jogabilidade
Os gráficos do jogo são no estilo de arte em pixel. O protagonista, MagiGato, pode atirar um projétil que viaja em um arco ou em direção vertical, pular em inimigos, e também se disparar (dash, em inglês) para frente ou para cima com a ajuda de poções mágicas encontradas em fases. MagiGato viaja pelo mundo do jogo para recuperar uma joia roubada por um macaco. Diálogos no jogo aparecem como onomatopeias de sons de animais, com a opção de Novo Jogo+ contendo diálogos traduzidos, chefes mais difíceis e todos os itens e habilidades desbloqueados desde o início do jogo.
O mapa do jogo é explorado usando uma perspectiva de cima para baixo, contendo vários caminhos alternativos que permitem ao jogador completar várias das sessenta e três fases em qualquer ordem. Lojas espalhadas através do mapa incentivam ainda mais a quebra de sequência ao oferecerem itens que acrescentam habilidades ao jogador, como destruir obstáculos ou criar pontes entre ilhas no mapa, com certas fases opcionais sendo acessíveis apenas com o uso desses itens. Lagoas secretas no mapa também alteram a coloração do protagonista e o visual de seus projéteis, além de conterem coletáveis necessários para desbloquear a conclusão real do jogo.
Fases no jogo usam uma perspectiva de rolagem lateral em 2D, e contêm coletáveis como moedas, poções mágicas e joias. Não há vidas no jogo (em vez disso, uma barra de vida flutua acima do jogador a todo tempo, permitindo que leve dano quatro vezes antes de morrer), e acumular cem moedas dá ao jogador um ponto de pata, uma moeda alternativa utilizada para reviver imediatamente após uma derrota (se o jogador não reviver, ele é levado de volta ao checkpoint ativo mais próximo em uma fase) ou para interagir com o mapa do jogo. A maioria das fases no jogo apresenta uma mecânica única àquela fase, e consiste de três seções seguida de uma sala segura e sempre terminando com uma luta contra um chefe. No início de cada seção, o jogador pode gastar dez poções mágicas para ativar um checkpoint, que também serve como saída das fases em visitas futuras, também salvando todo o progresso feito sem necessitar que o chefe seja derrotado novamente. Cada fase contém três joias escondidas (como as Star Coins de New Super Mario Bros.), usadas para comprar novos itens e habilidades para o jogador nas lojas do jogo. Coletar joias sem a utilização da habilidade de disparo resulta em uma pontuação mais alta ao jogador. Da mesma forma, derrotar um chefe sem levar dano também premia mais pontos ao jogador. Páginas de "Progresso" no menu do mapa do jogo permitem que o jogador mantenha controle dessas conquistas. Após completar uma fase pela primeira vez, o jogador desbloqueia o modo Contra-Tempo, onde as fases devem ser concluídas em 100 segundos.

## Recepção
No agregador de resenhas OpenCritic, a "Top Critic Average" é 68/100.
Joseph Shaffer da HonestGamers disse que o jogo permanece fresco ao longo de todas as mais de sessenta fases devido a cada uma focar em um conceito central, mas criticou vários momentos "baratos" na reta final do jogo, afirmando que jogadores poderiam simplesmente contar com seu estoque de pontos de patas para "carregá-los durante uma surra."
Joshua Johnston da Nintendojo apreciou a variedade de level design, dizendo que "nenhuma das fases parece igual," mas criticou a alta dificuldade e falta de tutoriais.
Evan Norris da VGChartz elogiou os controles e as diferentes camadas de completação, dizendo que o jogo "funciona apesar de às vezes parecer um álbum de melhores hits de jogos de plataforma," mas sentiu que "pode ficar frustrante nos dois mundos finais."
A.J. Maciejewski da Video Chums também gostou dos controles e level design, notando a "apresentação adorável," mas comentou que como derrotar chefes não é sempre claro e que a trilha sonora não é "particularmente memorável."
Escrevendo para a Nintendo Blast, Paulo Vinícius disse que a "complexidade dos puzzles é progressiva e bem feita, além de inserir mecânicas divertidas," porém se incomodou com "uma certa repetição de padrões" e o "protagonista quase indistinto e não memorável," resumindo o jogo como "tímido."